# Asplenium procerum
Asplenium procerum là một loài dương xỉ trong họ Aspleniaceae. Loài này được Baker C.B. Clarke mô tả khoa học đầu tiên năm 1880.